# Membracis albolimbata
Membracis albolimbata är en insektsart som beskrevs av Fowler. Membracis albolimbata ingår i släktet Membracis och familjen hornstritar. Inga underarter finns listade i Catalogue of Life.